# Arjun Kadhe
Arjun Kadhe, né le 7 janvier 1994 à Pune, est un joueur de tennis indien professionnel depuis 2017.

## Carrière
Vice champion d'Asie junior en 2011, Arjun Kadhe atteint le 34e rang mondial au début de l'année suivante. Il entame ensuite des études supérieures en Inde avant de rejoindre l'université de l'Oklahoma en 2014.
En septembre 2018, il atteint son meilleur classement en simple, un an après ses débuts sur le circuit professionnel, grâce à six finales en catégorie ITF, dont deux titres. En 2019, il remporte son premier titre sur le circuit Challenger à Chengdu en double avec Saketh Myneni.
En 2024, il remporte son premier titre en double sur le circuit ATP à Almaty avec Rithvik Choudary Bollipalli.

## Palmarès

### Titre en double messieurs
| No | Date       | Nom et lieu du tournoi | Catégorie | Dotation    | Surface    | Partenaire                  | Finalistes                          | Score              |          |
| -- | ---------- | ---------------------- | --------- | ----------- | ---------- | --------------------------- | ----------------------------------- | ------------------ | -------- |
| 1  | 14-10-2024 | Almaty Open Almaty     | ATP 250   | 1 036 700 $ | Dur (int.) | Rithvik Choudary Bollipalli | Nicolás Barrientos Skander Mansouri | 3-6, 7-63, [14-12] | Parcours |

## Classements ATP en fin de saison
| Année          | 2011 | 2012 | 2013 | 2014 | 2015 | 2016 | 2017 | 2018 | 2019 | 2020 | 2021 | 2022 | 2023 |
| Rang en simple | –    | 1226 | 1394 | 1581 | 1431 | 1862 | 752  | 352  | 596  | 657  | 767  | 600  | 925  |
| Rang en double | 1521 | 1389 | 1659 | –    | 1364 | 1220 | 969  | 169  | 201  | 237  | 223  | 149  | 107  |

Source : (en) Classements de Arjun Kadhe sur le site officiel de la Fédération internationale de tennis